# FIFA 100
FIFA 100（フィーファ・ワンハンドレッド、フィーファ・ひゃく）は、国際サッカー連盟（FIFA）の創設100周年を記念して2004年3月4日にロンドンで開催された記念式典。
この式典でペレが選んだ『偉大なサッカー選手100人』が発表された。対象者は2004年3月4日時点での存命者が条件で、実際は125人が選ばれた。この中には2人の女子選手も含まれている。選出者の内訳は引退選手が75人、現役選手が50人だった。

## 南米（7カ国31名）

### アルゼンチン（10）
- アルフレッド・ディ・ステファノ
- エルナン・クレスポ
- オマール・シボリ
- ガブリエル・バティストゥータ
- ダニエル・パサレラ
- ディエゴ・マラドーナ
- ハビエル・サネッティ
- フアン・セバスティアン・ベロン
- ハビエル・サビオラ
- マリオ・ケンペス

### ウルグアイ（1）
- エンソ・フランチェスコリ

### コロンビア（1）
- カルロス・バルデラマ

### チリ（2）
- イバン・サモラーノ
- エリアス・フィゲロア

### パラグアイ（1）
- フリオ・セサル・ロメロ

### ブラジル（15）
- カフー
- カルロス・アウベルト
- ジーコ
- ジャウマ・サントス
- ジュニオール
- ソクラテス
- ニウトン・サントス
- パウロ・ロベルト・ファルカン
- ペレ
- リバウド
- ロベルト・リベリーノ
- ロナウジーニョ
- ロナウド
- ロベルト・カルロス
- ロマーリオ

### ペルー（1）
- テオフィロ・クビジャス

## 北中米（2カ国 3名）

### アメリカ合衆国（2）
- ミア・ハム（女子選手）
- ミシェル・エイカーズ（女子選手）

### メキシコ（1）
- ウーゴ・サンチェス

## ヨーロッパ（21カ国 84名）

### アイルランド（1）
- ロイ・キーン

### イタリア（14）
- アレッサンドロ・デル・ピエロ
- アレッサンドロ・ネスタ
- クリスティアン・ヴィエリ
- ジャチント・ファッケッティ
- ジャンニ・リベラ
- ジャンピエロ・ボニペルティ
- ジャンルイジ・ブッフォン
- ジュゼッペ・ベルゴミ
- ディノ・ゾフ
- パオロ・マルディーニ
- パオロ・ロッシ
- フランコ・バレージ
- フランチェスコ・トッティ
- ロベルト・バッジョ

### イングランド（7）
- アラン・シアラー
- ゲーリー・リネカー
- ケビン・キーガン
- ゴードン・バンクス
- デビッド・ベッカム
- ボビー・チャールトン
- マイケル・オーウェン

### ウクライナ（1）
- アンドレイ・シェフチェンコ

### オランダ（13）
- ウィリー・ファン・デ・ケルクホフ
- エドガー・ダーヴィッツ
- クラレンス・セードルフ
- デニス・ベルカンプ
- パトリック・クライファート
- フランク・ライカールト
- マルコ・ファン・バステン
- ヨハン・クライフ
- ヨハン・ニースケンス
- ルート・ファン・ニステルローイ
- ルート・フリット
- レネ・ファン・デ・ケルクホフ
- ロブ・レンセンブリンク

### 北アイルランド（1）
- ジョージ・ベスト

### クロアチア（1）
- ダヴォール・シューケル

### スコットランド（1）
- ケニー・ダルグリッシュ

### スペイン（3）
- エミリオ・ブトラゲーニョ
- ラウル・ゴンサレス
- ルイス・エンリケ

### チェコ（2）
- パベル・ネドベド
- ヨゼフ・マソプスト

### デンマーク（3）
- ピーター・シュマイケル
- ブライアン・ラウドルップ
- ミカエル・ラウドルップ

### ドイツ（10）
- ウーヴェ・ゼーラー
- オリバー・カーン
- カール＝ハインツ・ルンメニゲ
- ゲルト・ミュラー
- ゼップ・マイヤー
- パウル・ブライトナー
- フランツ・ベッケンバウアー
- ミヒャエル・バラック
- ユルゲン・クリンスマン
- ローター・マテウス

### トルコ（2）
- エムレ・ベロゾール
- リュシュテュ・レチベル

### ハンガリー（1）
- フェレンツ・プスカシュ

### フランス（14）
- エリック・カントナ
- ジネディーヌ・ジダン
- ジャン＝ピエール・パパン
- ジュスト・フォンテーヌ
- ダヴィド・トレゼゲ
- ティエリ・アンリ
- ディディエ・デシャン
- パトリック・ヴィエラ
- マリユス・トレゾール
- マルセル・デサイー
- ミシェル・プラティニ
- リリアン・テュラム
- レイモン・コパ
- ロベール・ピレス

### ブルガリア（1）
- フリスト・ストイチコフ

### ベルギー（3）
- ジャン・マリー・プファフ
- フランキー・ヴァン・デル・エルスト
- ヤン・クーレマンス

### ポーランド（1）
- ズビグニェフ・ボニエク

### ポルトガル（3）
- エウゼビオ
- ルイ・コスタ
- ルイス・フィーゴ

### ルーマニア（1）
- ゲオルゲ・ハジ

### ロシア（1）
- リナト・ダサエフ

## アフリカ（5カ国 5名）

### ガーナ（1）
- アベディ・ペレ

### カメルーン（1）
- ロジェ・ミラ

### セネガル（1）
- エル＝ハッジ・ディウフ

### ナイジェリア（1）
- ジェイジェイ・オコチャ

### リベリア（1）
- ジョージ・ウェア

## アジア（2カ国 2名）

### 日本（1）
- 中田英寿

### 韓国（1）
- 洪明甫